# Idiomacromerus perplexus
Idiomacromerus perplexus är en stekelart som först beskrevs av Charles Joseph Gahan 1914.  Idiomacromerus perplexus ingår i släktet Idiomacromerus och familjen gallglanssteklar. Inga underarter finns listade i Catalogue of Life.